# Zorzines azumai
Zorzines azumai är en fjärilsart som beskrevs av Inoue 1982. Zorzines azumai ingår i släktet Zorzines och familjen nattflyn. Inga underarter finns listade i Catalogue of Life.